# Oryx (blog)
Oryx (lub Oryxspioenkop) – holenderski blog zajmujący się białym wywiadem i grupa badawcza ds. działań wojennych. Prowadzą go Stijn Mitzer i Joost Oliemans. Obaj pracowali wcześniej dla Bellingcat i Janes.
Blog zyskał międzynarodowy rozgłos dzięki regularnym publikacjom podczas rosyjskiej inwazji na Ukrainę w 2022 roku, a w szczególności śledzeniu i liczeniu strat sprzętu wojskowego w oparciu o dowody wizualne i dane wywiadowcze (biały wywiad) z mediów społecznościowych. Oryx Jest regularnie cytowany w głównych mediach, w tym Forbes, CNN, Reuters, The Guardian, Newsweek, TVN24 i TVP Info. Forbes nazwał Oryx „najbardziej wiarygodnym źródłem w konflikcie do tej pory”, nazywając jego usługi „wybitnymi”. Ze względu na to, że publikowane są tylko wizualnie potwierdzone straty sprzętu, obliczenia Oryxa często tworzą absolutne minimum dla oszacowań strat po obu stronach konfliktu.
Oryx powstał w 2013 roku i początkowo skupiał się na wojnie domowej w Syrii. Mitzer i Oliemans są również autorami książki o wojsku Korei Północnej.